# Salut rzymski

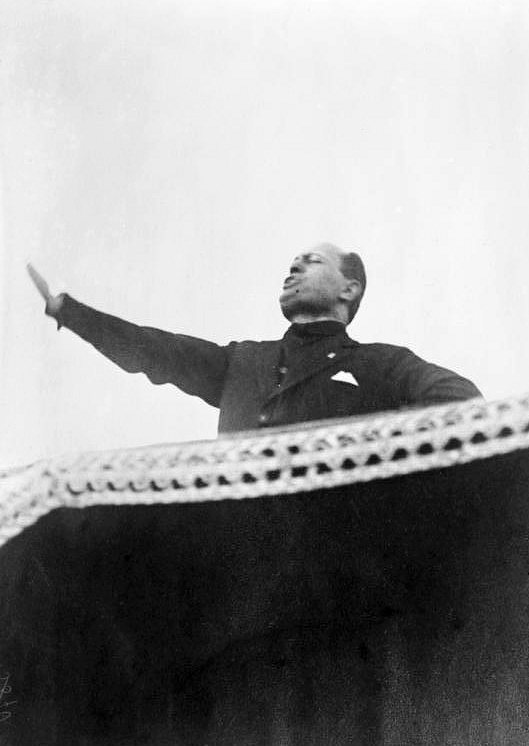
Benito Mussolini wykonujący salut rzymski podczas przemówienia w 1932 roku

Salut rzymski (wł. saluto romano) – salut, w którym wyprostowane prawe ramię jest wznoszone do przodu, prostopadle do ciała. Choć przypisywany starożytnym Rzymianom to w rzeczywistości gesty, jakimi pozdrawiali się żołnierze rzymscy, nie są znane. W XX wieku stał się popularnym pozdrowieniem używanym przez ugrupowania faszystowskie i nacjonalistyczne.

## Symbol faszystowski

### Włochy
We wrześniu 1919 roku zastosował go poeta Gabriele D’Annunzio (1863–1938), który wraz ze swoimi oddziałami salutował po zdobyciu Fiume. Faszyści włoscy, którzy w swej propagandzie chętnie sięgali do kultury starożytnego Rzymu (np. tytuł duce ma rodowód starożytny), zaadaptowali ten gest od D’Annunziego wraz z innymi jego rytuałami. 31 stycznia 1923 włoskie Ministerstwo Edukacji wprowadziło salut rzymski, jako część ceremonii ku czci flagi narodowej. W 1925, gdy Benito Mussolini rozpoczynał fascistizzazione Włoch, salut rzymski stał się oficjalną częścią reżimu, a 1 grudnia tego roku został on obowiązkowo wprowadzony w urzędach państwowych. Salut rzymski w faszyzmie miał odzwierciedlać poczucie dyscypliny, jako że stanowił symboliczne złożenie czci osobom znajdującym się wyżej w hierarchii, ale stosowne zasady towarzyszyły także salutowaniu osobom tej samej hierarchii, co wszystko było przedmiotem regulacji Mussoliniego wysyłanych do różnych ministerstw.
W 1932 salut rzymski dla ideowo antyburżuazyjnych faszystów stał się odpowiednikiem „burżuazyjnego” uścisku dłoni na przywitanie; postrzegany jako bardziej higieniczna, estetyczna oraz krótsza jego alternatywa. Podkreślane były dynamizm, harmonia i efektywność tej formy przywitania, co było elementem faszystowskiej ideologii nastawionej przeciwko „brzydkiej, powolnej” kulturze burżuazyjnej. Wszystko miało reprezentować fizyczne atrybuty nowego człowieka faszyzmu. 12 czerwca 1933, faszystowski dygnitarz Achille Starace sugerował, że rzymski salut zdejmuje konieczność uchylania nakryć głowy przy powitaniu (chyba że w pomieszczeniach), a 9 września tego roku upominał innego dygnitarza, który w dyskusji użył określenia „pogodzili się uściskiem dłoni” zamiast „pogodzili się rzymskim salutem”. Symboliczna wartość przypisywania rzymskiemu salutowi w faszystowskich Włoszech urosła do tego stopnia, że pojawiły się kwestie jego niepoprawnego użycia. Prezes Rady Ministrów poważnie brał pod uwagę spostrzeżenia profesora Wassermana na temat złego użycia salutu oraz jak należy go poprawnie wykonywać, tak by oddawał on zdecydowanego ducha, pewność, powagę faszysty, które miały być zbliżone do ducha starożytnych Rzymian. Te i podobne rozważania profesora Wassermana stały się oficjalnymi wskazówkami dla partii faszystowskiej na temat stosowania rzymskiego salutu. Wszechobecność salutu rzymskiego oraz przypisywana mu symbolika i waga sprawiły, że z życia Włochów miał zniknąć uścisk dłoni. Został on np. oficjalnie zakazany zaczynając od 1938 w filmach czy przedstawieniach teatralnych, a 21 listopada tego roku Ministerstwo Kultury (Ministero della Cultura Popolare) wydało zarządzenie zakazujące publikacji fotografii uwieczniających uściski dłoni, nawet gdy wykonują je wysoko postawieni dygnitarze. Jednocześnie starano się podkreślać wszechobecność i przyswojenie salutu rzymskiego, jak w instrukcjach dla prasy z 23 marca 1939 nakazujące w notatkach prasowych pisać o tym, że królowa Helena Petrowić-Niegosz pozdrowiła parlament salutem rzymskim, a nie ukłonem.

### Europa

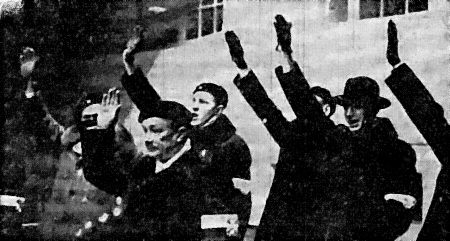
Przedstawiciele estońskiego ruchu faszystowskiego tzw. wabsowie (1933)

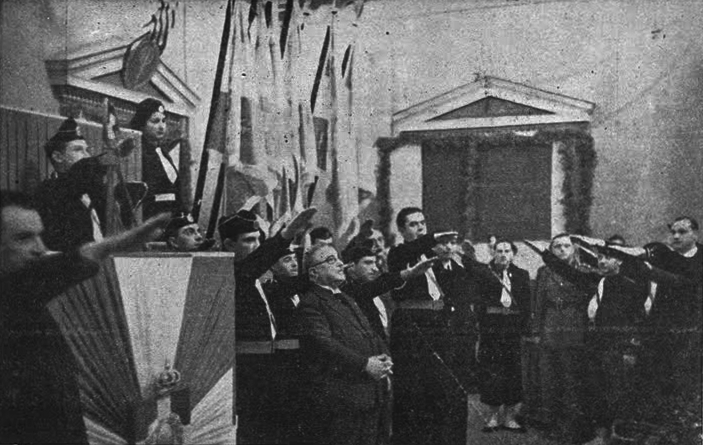
Salut faszystowski w greckim parlamencie w 1938

Na wzór włoskich faszystów w okresie międzywojennym salut rzymski przejęły inne europejskie ugrupowania narodowe, nacjonalistyczne lub faszystowskie.
Salut rzymski był ważnym elementem kultury nazistowskiej. Adolf Hitler po raz pierwszy pozdrowił swoich zwolenników w ten sposób 27 stycznia 1923 roku. Powitanie stało się oficjalnym elementem estetyki NSDAP od 1927 roku. Od 1930 roku członkowie NSDAP mieli obowiązek łączyć salut rzymski z okrzykiem Heil Hitler.
25 kwietnia 1937 salut rzymski został przyjęty przez rządzoną przez generała Franco Hiszpanię, jako narodowe pozdrowienie podczas oficjalnych ceremonii.
Salut rzymski był obowiązkowym pozdrowieniem dla całego społeczeństwa w Chorwacji podczas rządów ustaszy. Podobnie jak naziści ustasze połączyli wzniesienie ramienia z okrzykiem, w przypadku Chorwacji okrzyk brzmiał: Za dom spremni! („Za ojczyznę – gotowy!”). W oficjalnej prasie propagandowej piętnowano obywateli, którzy nie używali narodowego pozdrowienia. Oczekiwano, że odpowiednia fraza zostanie wypowiedziana także w wypadku rozmów telefonicznych.
Salut rzymski był też stosowany przez ugrupowania w Estonii, Francji, Grecji i Rumunii, zob. fotografie obok oraz w zasobach Wikimedia Commons.

### Polska

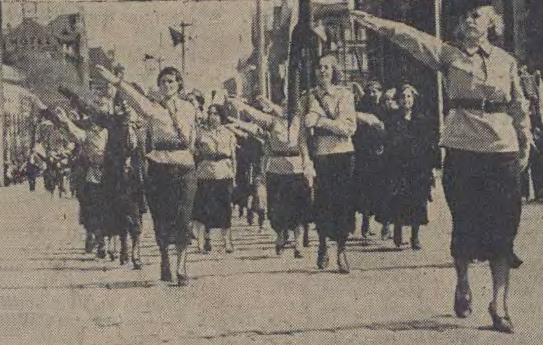
Maszerują członkinie SN podczas pochodu 3 maja 1937 w Poznaniu

W Polsce salut rzymski był stosowany od 1927 roku przez ugrupowania nawiązujące do faszyzmu: Obóz Wielkiej Polski, Obóz Narodowo-Radykalny, Stronnictwo Narodowe, a także RNR-Falanga. Przywódca RNR Bolesław Piasecki pozdrowił swoich zwolenników w ten sposób 28 listopada 1937 roku podczas największego wiecu partyjnego tego ugrupowania w budynku cyrku Staniewskich w Warszawie. Około 3000 zwolenników RNR obecnych na wiecu odpowiedziało również podnosząc ramię. W polskiej wersji pozdrowienia podniesieniu ramienia towarzyszył okrzyk: „Czołem!”.

### Współcześnie
Wciąż jest używany przez ugrupowania neonazistowskie, neofaszystowskie i nacjonalistyczne i jest karany w Niemczech, Austrii, a także w Polsce.

## Salut w sztuce

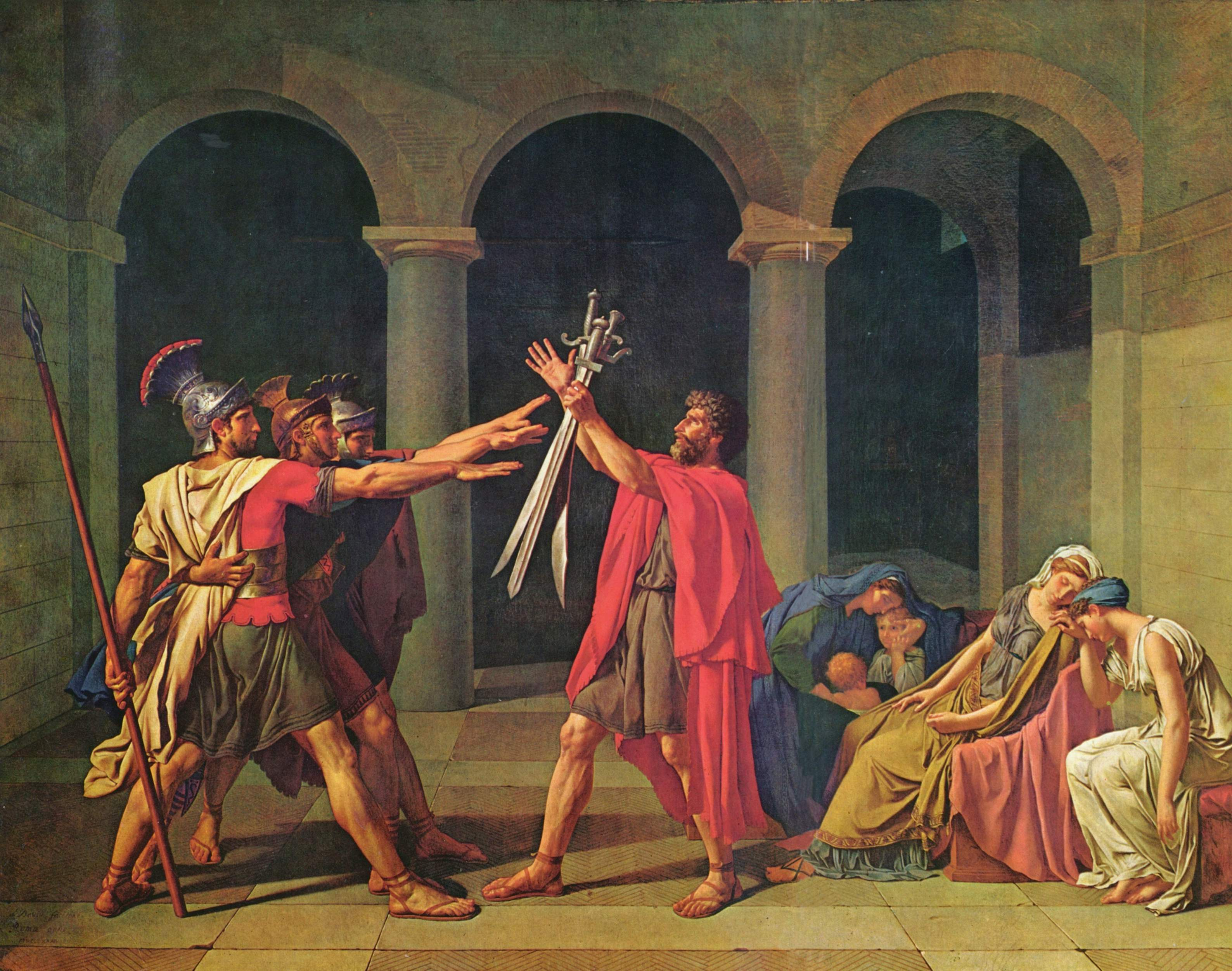
Przysięga Horacjuszy

Obraz Przysięga Horacjuszy z 1784, namalowany przez francuskiego malarza Jacques’a–Louis Davida (1748–1825), bywa niekiedy uznawany za pierwowzór salutu rzymskiego, mimo że trzej bracia na nim przedstawieni nie salutują, lecz wyciągają ręce po miecze trzymane przez ich ojca.

## Salut Bellamy’ego

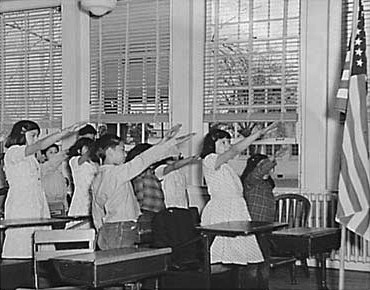
Uczniowie salutujący amerykańskiej fladze (1941)

Amerykański chrześcijański socjalista Francis Bellamy (1855–1931) opracował tzw. salut Bellamy’ego, który w 1892 stał się elementem ślubowania wierności fladze Stanów Zjednoczonych. W 1942 zaniechano tego gestu jako kojarzącego się z narodowym socjalizmem.
Błędne mniemanie, jakoby salut Bellamy’ego miał rzymskie pochodzenie, powstało pod wpływem kina – reżyserzy wczesnych filmów, takich jak Ben-Hur z 1907, używali tego gestu w produkcjach opowiadających o czasach starożytnych, aby znaleźć oddźwięk u publiczności.